# Laos ambassad i Stockholm
Laos ambassad i Stockholm är Laos beskickning i Sverige. Ambassaden ligger på Badstrandsvägen 11 i Stockholm.  Ambassadören är sidoackrediterad från Bryssel.

## Beskickningschefer
| Namn               | Period    | Funktion   | Anmärkning |
| ------------------ | --------- | ---------- | ---------- |
| Manorom Phonseya   | 2013–2015 | Ambassadör |            |
| Bounpheng Saykanya | 2015–     | Ambassadör |            |